# سيباستيان رايشنباخ
سيباستيان رايشنباخ (بالإنجليزية: Sébastien Reichenbach)‏ ولد بتاريخ 28 مايو 1989 في مارتيني، هو دراج سويسري في صنف سباق الدراجات على الطريق.

## روابط خارجية
- سيباستيان رايشنباخ على موقع الاتحاد الدولي للدراجات (الإنجليزية)
- سيباستيان رايشنباخ على موقع أرشيف الدراجات (الإنجليزية)
- سيباستيان رايشنباخ على موقع إحصائيات الدراجات الإحترافية (الإنجليزية)
- سيباستيان رايشنباخ على موقع نسبة الدراجات (الإنجليزية)
- سيباستيان رايشنباخ على موقع CycleBase (الإنجليزية)
- سيباستيان رايشنباخ على موقع أوليمبيديا (الإنجليزية)